# Audienz

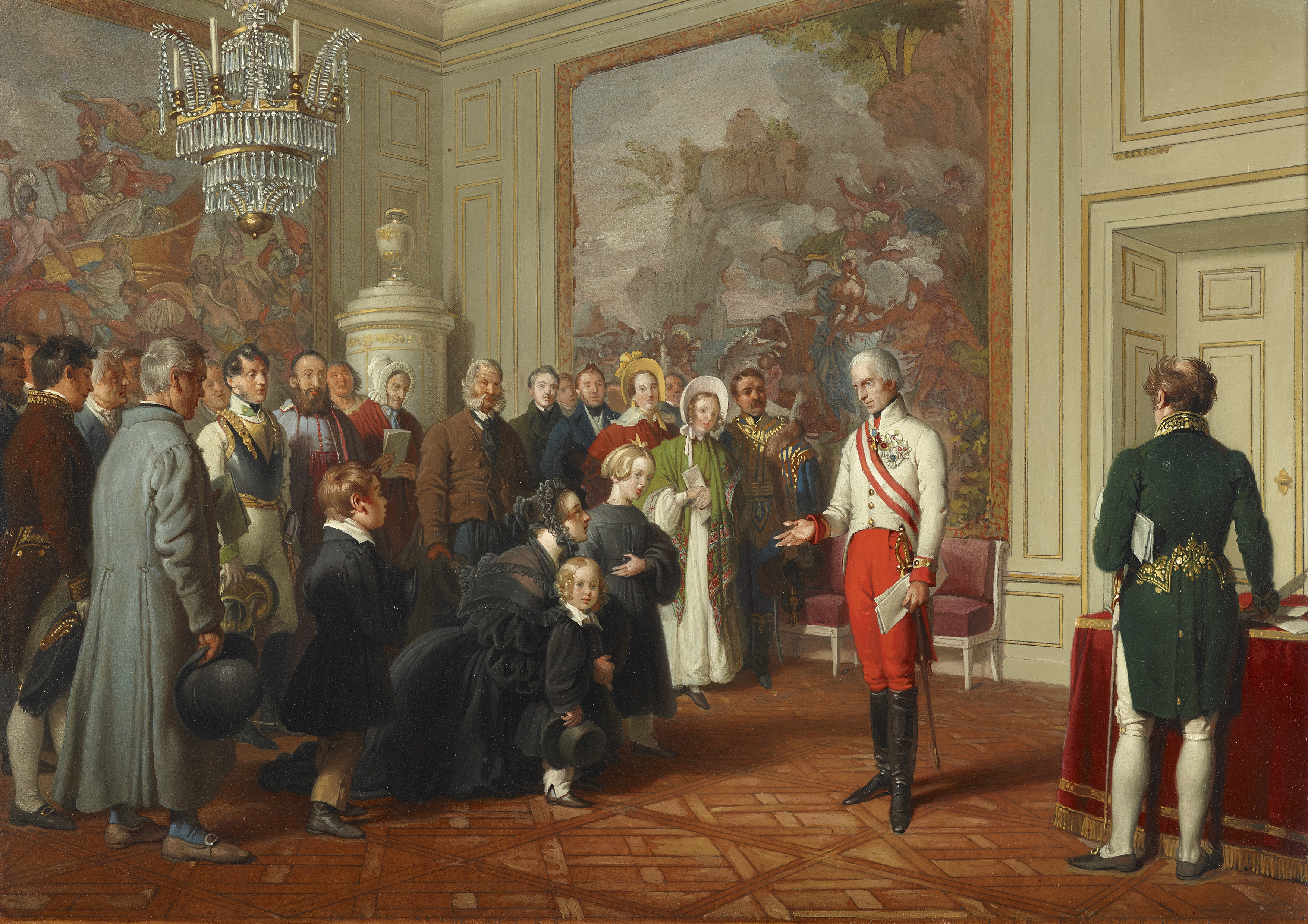
Allgemeine Audienz bei Kaiser Franz I., Gemälde von Johann Peter Krafft von 1837

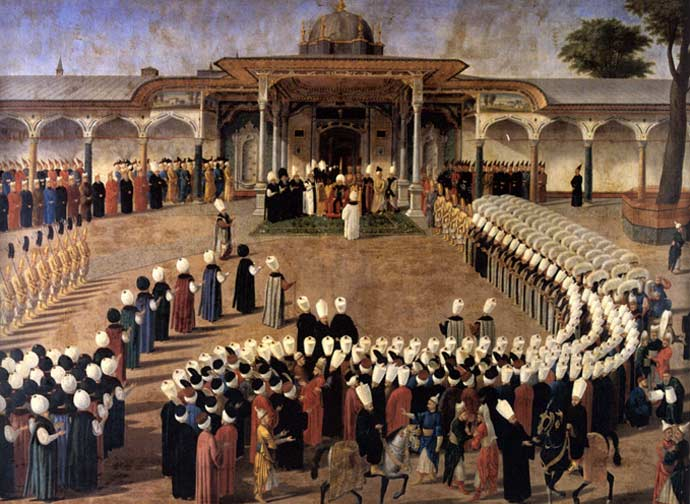
Audienz des französischen Gesandten le Vicomte d’Andrezel bei Sultan Ahmed III. am 10. Oktober 1724 im Topkapı-Palast am Tor der Glückseligkeit (Jean-Baptiste van Mour, 1724)

Unter Audienz (von lateinisch audire ‚hören‘) versteht man die Gewährung des Erscheinens vor einer deutlich höhergestellten Person. Dabei unterscheidet man zwischen Audienzen für einzelne Personen und der für Personengruppen. Dient eine Audienz der persönlichen Unterredung, wird von einer Privataudienz gesprochen. Strenggenommen beinhaltet eine Audienz nur „das Recht, erscheinen zu dürfen, nicht notwendigerweise das Recht auf eine Unterredung“. Jederzeit ungerufen Zutritt zu einer hohen Persönlichkeit zu haben, das Recht zum Immediatvortrag, galt als sehr hohes Vorrecht. Heute wird der Begriff „Audienz“ meist im Zusammenhang mit einem Besuch beim Papst oder bei einem weltlichen Monarchen gebraucht.

## Audienz beim Fürsten
Audienzen beim Fürsten auch für gewöhnliche Bürger bzw. Untertanen haben weltweit Tradition. Auf dem Ende des 15. Jahrhunderts erbauten Palazzo Geremia in Trient ist etwa auf einem Fresko zu sehen wie Kaiser Maximilian Bürger der Stadt zum Gespräch trifft. Aber auch Kaiser Wilhelm II. empfing 1889 Teilnehmer des Bergarbeiterstreiks von 1889 und verschaffte ihnen damit große Aufmerksamkeit. Kaiser Franz Joseph hielt regelmäßig zwei Mal wöchentlich Einzel- und Gruppenaudienzen ab, in deren Rahmen er in seiner gesamten Amtszeit etwa 260.000 Personen empfing. Ein Beispiel aus dem asiatischen Raum sind die täglich stattfindenden Jharokha Darshan der indischen Mogulkaiser, bei denen der Herrscher Petitionen entgegenzunehmen pflegte.

## Papstaudienz

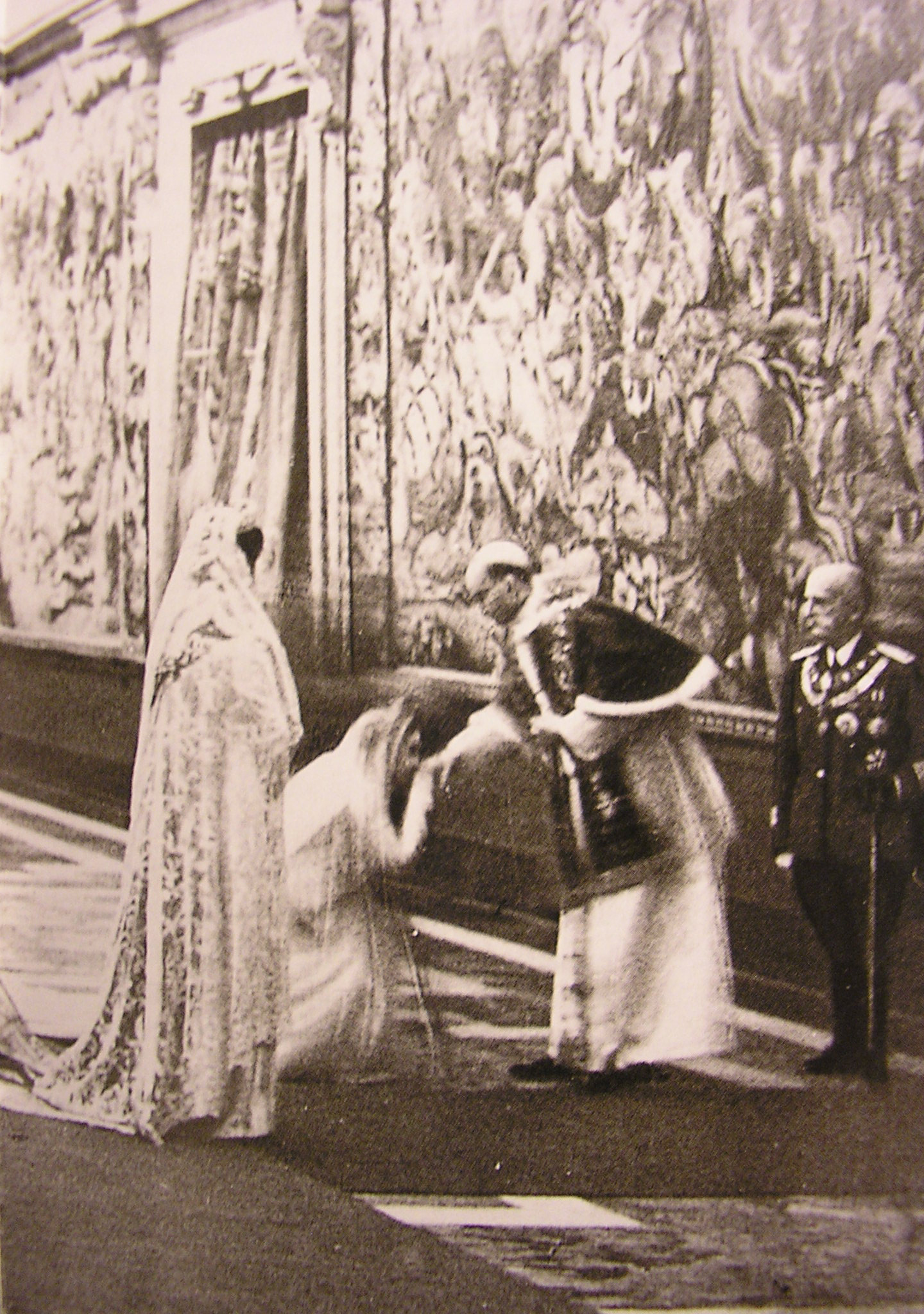
Elena von Montenegro und Marie José von Belgien bei der Audienz mit Papst Pius XII. im Quirinalspalast im Dezember 1939

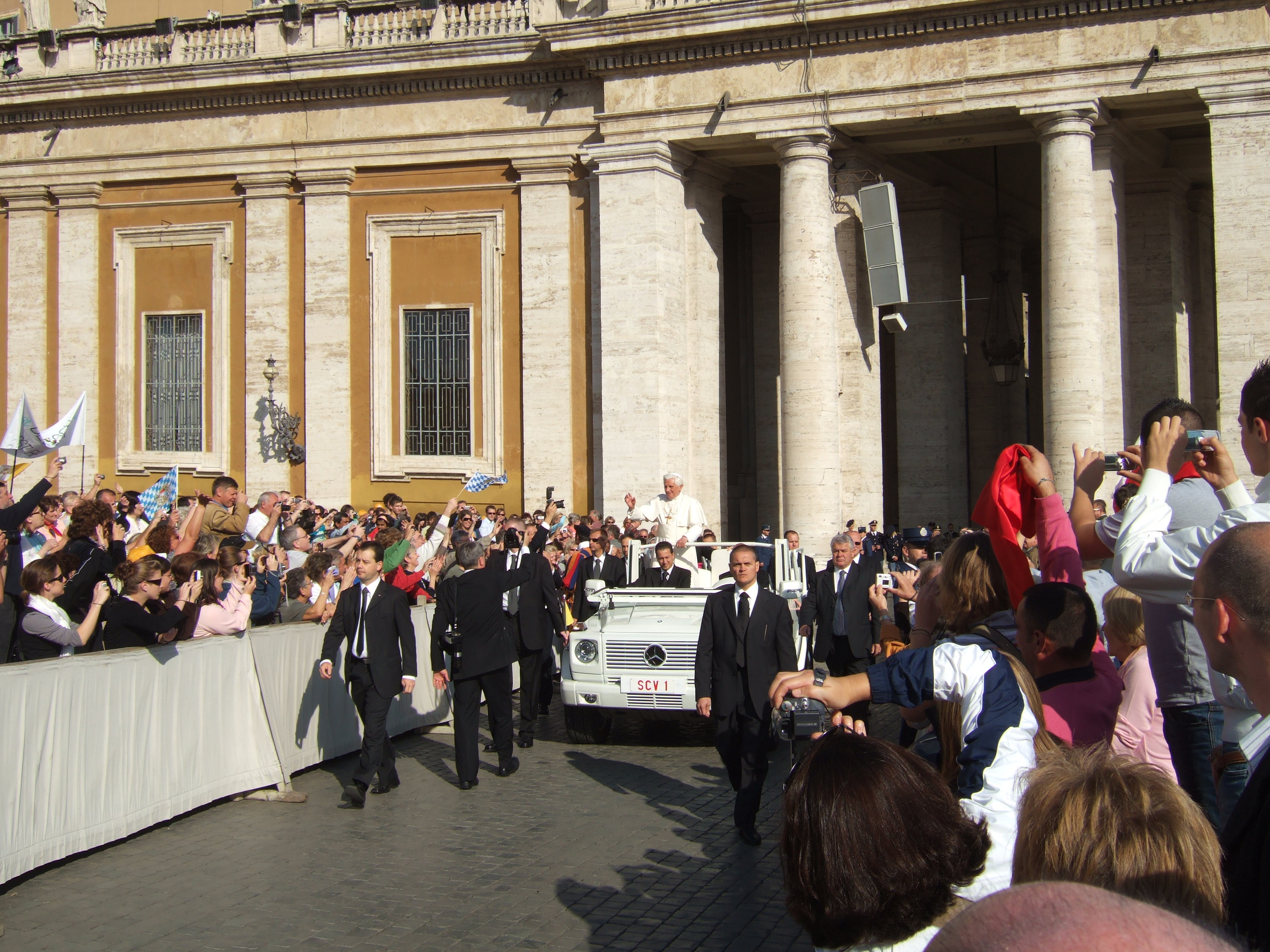
Papst Benedikt XVI. fährt bei der Generalaudienz zur internationalen Ministrantenwallfahrt 2010 auf den Petersplatz

Bei einer Papstaudienz kann man nach der Zahl der Teilnehmer drei Arten unterscheiden:

### Privataudienz
Privataudienzen finden als Einzel- oder Gruppenaudienzen meistens in der Privatbibliothek des Papstes statt. Hierbei empfängt der Papst Bischöfe, die ihm über den Stand ihrer Diözesen berichten. Außerdem wird er von Politikern, Wissenschaftlern, Diplomaten und anderen Vertretern des kulturellen und gesellschaftlichen Lebens besucht. Im Jahr gewährt der Papst zwischen 450 und 500 derartige Privataudienzen.

### Gruppenaudienz
Größere Gruppen von Geistlichen, Teilnehmern von Kongressen und Tagungen und auch Pilgergruppen empfängt der Papst in den Räumen des Apostolischen Palastes, mehr als 2.000 Personen aber in der Vatikanischen Audienzhalle.

### Generalaudienz
Jeden Mittwoch findet – zumeist vormittags um 9:30 Uhr – eine sogenannte Generalaudienz (Mittwochaudienz) des Papstes auf dem Petersplatz vor dem Petersdom statt. In den Wintermonaten und bei schlechtem Wetter wird sie in der Vatikanischen Audienzhalle durchgeführt. Wegen des großen Andrangs in den Jahren des Pontifikats von Papst Benedikt XVI. kam es hier mehrmals zu Platzmangel, so dass ein Teil der Teilnehmer in den Petersdom ausweichen musste. Deshalb kam Benedikt XVI. im Anschluss an die per Lautsprecher übertragene Generalaudienz zu einer kurzen Ansprache in den Petersdom. Seit dem Pontifikat von Papst Franziskus haben sich die Teilnehmerzahlen verdreifacht. Dies liegt vor allem am starken Anstieg der Resonanz italienischer Pilger. Brautpaare wurden in der Regel von Papst Franziskus persönlich empfangen.
Die wöchentliche Generalaudienz wurde von Papst Pius XI. im Heiligen Jahr 1925 begründet.

## Audienz im Justizwesen
Mitunter wird der Begriff „Audienz“ auch im Bereich der Justiz verwendet: In der früheren Gerichtssprache verstand man darunter etwa eine Gerichtssitzung, insbesondere beim deutschen Reichskammergericht und den französischen Parlamenten, aber auch ein Verhör, einen Vorbescheid oder eine mündliche Verhandlung. In Kastilien und später in Spanien und seinem Kolonialreich war die Real Audiencia (dt. Königliche Audienz) das höchste Justizorgan. Die Audiencia Nacional de España ist noch immer eines der höchsten Gerichte Spaniens.